# رودولف إي. أبيل
رودولف إي. أبيل (بالإنجليزية: Rudolph E. Abel)‏ هو شخصية أعمال أمريكي، ولد في 30 مايو 1902 في Maxwell, California ‏ في الولايات المتحدة، وتوفي في 31 ديسمبر 1974 في سانتا باربارا في الولايات المتحدة.

## وصلات خارجية
- رودولف إي. أبيل على موقع IMDb (الإنجليزية)